# Au-delà des nuages
Pour plus de détails, voir Fiche technique et Distribution.
Au-delà des nuages (Achter de wolken) est un film dramatique belge réalisé par Cecilia Verheyden (nl) et sorti en 2016.

## Synopsis
Alors qu'ils étaient follement amoureux, Gerard et Emma se sont perdus de vue et Emma s'est mariée avec le meilleur ami de Gerard. Après quelque cinquante ans d'éloignement, ils se retrouvent, retombent amoureux l'un de l'autre et revivent intensément leur premier amour. Après s'être chacun interrogé sur leur devenir, ils partent ensemble pour la Côte d'Azur.

## Fiche technique
- Titre : Achter de wolken
- Réalisation : Cecilia Verheyden
  - Premier assistant : Marcus Himbert
- Scénario : Michael De Cock d'après sa pièce de théâtre
- Producteur : Peter Bouckaert
- Production : Eyeworks Film & TV Drama
- Musique : Steve Willaert
- Montage : Philippe Ravoet
- Costumes : Vanessa Evrard
- Maquillage : Esther De Goey
- Décors : Bart Van Loo
- Langue : néerlandais
- Pays de production :  Belgique
- Genre : dramatique
- Dates de sortie :
  -  Belgique : 10 février 2016

## Distribution
- Charlotte De Bruyne : Evelien
- Chris Lomme : Emma
- Lucas Van den Eynde : Werner
- Jo De Meyere : Gerard
- Katelijne Verbeke : Jacky
- Charlotte Anne Bongaerts : Emma jeune
- François Beukelaers : Arnold
- Karel Vingerhoets : Frederik
- Hugo Van Den Berghe : Karel
- Jonas De Vuyst : Frederik jeune
- Sebastian Badarau : le professeur d'anglais
- Andy Van Kerschaver : Gerard jeune
- Arno Moens : Bjorn
- Mia Van Roy : Lut
- Ikram Aoulad L'Achen : l'infirmière 1
- Arbi El Ayachi : employé à l'hôtel
- Tania Cnaepkens : l'infirmière 2
- Marcel Van Passel : Harry
- Bart de Graauw : le client au restaurant (non crédité)
- Jimmy Waem : le camionneur (non crédité)